# Grand Prix van Italië 1948
De Grand Prix van Italië 1948 was een autorace die werd gehouden op 5 september 1948 op Valentino Park in Turijn.

## Uitslag
| Positie | Rijder                  | Team        | Ronden | Tijd/Opgave | Startplaats |
| ------- | ----------------------- | ----------- | ------ | ----------- | ----------- |
| 1       | Jean-Pierre Wimille     | Alfa Romeo  | 75     | 3:10:42.4   | 1           |
| 2       | Luigi Villoresi         | Maserati    | 74     | +1 ronde    | 3           |
| 3       | Raymond Sommer          | Ferrari     | 73     | +2 ronden   | 4           |
| 4       | Alberto Ascari          | Maserati    | 72     | +3 ronden   | 7           |
| 5       | Reg Parnell             | Maserati    | 72     | +3 ronden   | 9           |
| 6       | Louis Rosier            | Talbot-Lago | 70     | +5 ronden   | 14          |
| 7       | Gianfranco Comotti      | Talbot-Lago | 70     | +5 ronden   | 10          |
| 8       | Philippe Étancelin      | Talbot-Lago | 69     | +6 ronden   | 16          |
| 9       | Emmanuel de Graffenried | Maserati    | 67     | +8 ronden   | 11          |
| 10      | Eugène Chaboud          | Delahaye    | 67     | +8 ronden   | 20          |
| 11      | Leslie Brooke           | Maserati    | 67     | +8 ronden   | 18          |
| DNF     | Carlo Felice Trossi     | Alfa Romeo  | 54     | Ongeluk     | 2           |
| DNF     | Consalvo Sanesi         | ?           | ?      | ?           | 5           |
| DNF     | Giuseppe Farina         | ?           | ?      | ?           | 6           |
| DNF     | Franco Cortese          | ?           | ?      | ?           | 12          |
| DNF     | Piero Taruffi           | ?           | ?      | ?           | 13          |
| DNF     | Birabongse Bhanubandh   | ?           | ?      | ?           | 15          |
| DNF     | Robert Manzon           | ?           | ?      | ?           | 17          |
| DNF     | Yves Giraud-Cabantous   | ?           | ?      | ?           | 19          |

Rijders waarvan de positie is aangegeven met NF hebben niet de finish bereikt. Van met ? aangeduide velden zijn geen gegevens voorhanden.
1921 · 1922 · 1923 · 1924 · 1925 · 1926 · 1927 · 1928 · 1931 · 1932 · 1933 · 1934 · 1935 · 1936 · 1937 · 1938 · 1947 · 1948 · 1949 · 1950 · 1951 · 1952 · 1953 · 1954 · 1955 · 1956 · 1957 · 1958 · 1959 · 1960 · 1961 · 1962 · 1963 · 1964 · 1965 · 1966 · 1967 · 1968 · 1969 · 1970 · 1971 · 1972 · 1973 · 1974 · 1975 · 1976 · 1977 · 1978 · 1979 · 1980 · 1981 · 1982 · 1983 · 1984 · 1985 · 1986 · 1987 · 1988 · 1989 · 1990 · 1991 · 1992 · 1993 · 1994 · 1995 · 1996 · 1997 · 1998 · 1999 · 2000 · 2001 · 2002 · 2003 · 2004 · 2005 · 2006 · 2007 · 2008 · 2009 · 2010 · 2011 · 2012 · 2013 · 2014 · 2015 · 2016 · 2017 · 2018 · 2019 · 2020 · 2021 · 2022 · 2023 · 2024 · 2025